# Bill Northam
Sir William Herbert Northam (Torquay, 28 de setembro de 1905 — Sydney, 2 de setembro de 1988) foi um velejador australiano, campeão olímpico. Ele competiu nos Jogos Olímpicos de Verão de 1964 na classe 5.5 Metre e conquistou a medalha de ouro a bordo do Barrenjoey, ao lado de Peter O'Donnell e James Sargeant.
Ainda jovem, ele inicialmente atuou no atletismo antes de se tornar ativo como piloto de carros em pista de terra e também como motociclista. No entanto, seu foco estava em sua carreira profissional, na qual foi presidente da filial australiana da empresa farmacêutica Johnson & Johnson de 1960 a 1969. Ele também foi presidente da filial australiana da marca britânica de artigos esportivos Slazenger nas décadas de 1960 e 1970. Sua primeira esposa, Esther, com quem se casou em 1929, morreu em um acidente de trânsito em 1946. Em 1948 ele se casou com sua segunda esposa, Alison. Northam foi vereador de Sydney de 1956 a 1965 e fez uma candidatura sem sucesso ao cargo de Lord Mayor em 1962.
Northam só começou a velejar aos 46 anos. Ele ganhou a Copa Sayonara em 1955 e 1956 e navegou no Caprice of Huon na Regata Sydney-Hobart. Em 1962 foi tripulante do Gretel na America's Cup. Por esse sucesso, ele foi inicialmente nomeado Velejador do Ano da Austrália. Em 1º de janeiro de 1966, foi nomeado Comandante da Ordem do Império Britânico. Dez anos depois, em 31 de dezembro de 1976, foi promovido a Knight Bachelor. Além disso, foi introduzido no Sport Australia Hall of Fame em 1985 e postumamente no Australian Sailing Hall of Fame em 2017.